# Gueulard

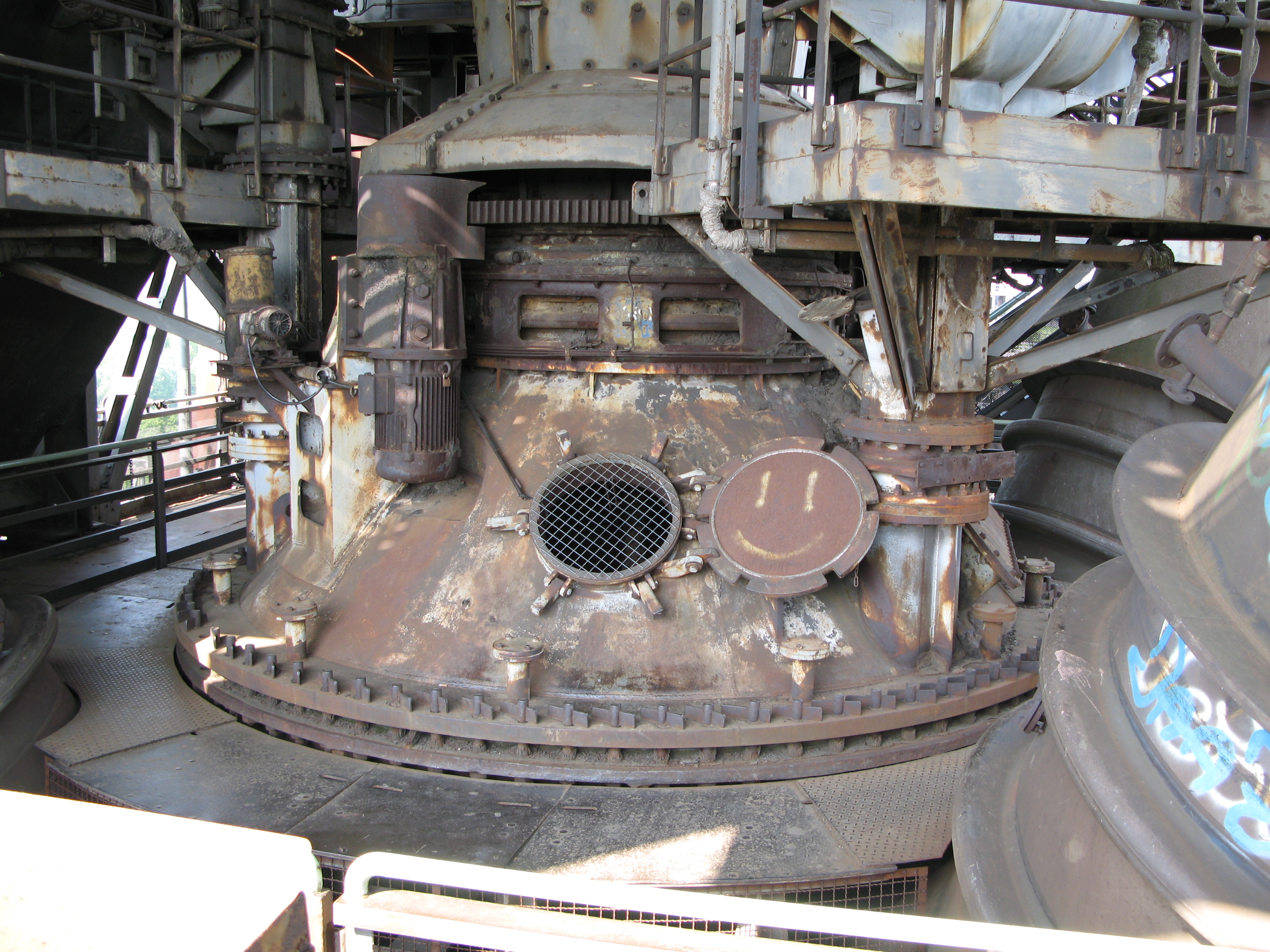
Un gueulard de type McKee, sur un des hauts fourneaux du parc paysager de Duisbourg Nord.

Le gueulard est le trou au sommet d'un haut fourneau, par où sont chargés le minerai de fer et le coke. C'est également par cet orifice que s'échappe le gaz de haut fourneau, riche en monoxyde de carbone.
La nécessité de charger soigneusement le haut fourneau en matières, combinée avec le besoin de capter de grandes quantités de gaz toxique et combustible, a amené à la conception de systèmes complexes.

## Histoire
Le gaz de haut fourneau sortant du gueulard est un gaz pauvre composé essentiellement d'azote (N2) venu des tuyères et qui traverse la charge sans réagir, de monoxyde de carbone (CO) et de dioxyde de carbone (CO2). Jusqu'au milieu du XIXe siècle, les gaz étaient évacués par une courte cheminée à la sortie de laquelle ils brûlaient librement. Mais l'apparition simultanée de deux besoins en combustible, les soufflantes qui remplacent les roues à aubes devenues incapables de pousser le vent à travers un four de plus en plus gros et haut et la généralisation du vent chaud rendent sa valorisation intéressante. 
C'est en mars 1850, avec la mise au point du mécanisme « Cup and Cone » par George Parry qu'apparait enfin une technologie qui permet à la fois  une récupération satisfaisante des gaz et un enfournement contrôlé de matières. Parry, alors directeur du laboratoire de chimie de l'usine sidérurgique d'Ebbw Vale met au point un obturateur conique, qui synthétise de nombreux essais faits en Europe.
Au début du XXe siècle le gueulard de Parry est amélioré par McKee, avec un système de deux cloches superposées, la cloche supérieure répartissant la matière, l'inférieure assurant l'étanchéité, l'ensemble se comportant comme un sas. Ce système ainsi que ses variantes, qui améliore encore l'étanchéité et la régularité de l'alimentation en matière, devient incontournable jusque dans les années 1970. À cette époque, le diamètre et la pression des hauts fourneaux augmentant, des gueulards à 3 ou 4 cloches s'imposent pour garantir une distribution plus homogène des matières et une meilleure étanchéité. Les poids croissants de cette construction (composée d'éléments de 120 tonnes… à hisser jusqu'au sommet du haut fourneau), limitent alors la taille des hauts fourneaux.
Si les gueulards à cloches existent encore au début du XXIe siècle, l'invention par la société luxembourgeoise Paul Wurth S.A. du gueulard sans cloche marque, au début des années 1970, une rupture dans la conception des hauts fourneaux modernes. En effet, de par leur conception, les systèmes à cloches ne peuvent garantir une bonne étanchéité : la portée circulaire assurant l'étanchéité subit l'usure ou les garnis dus au passage de la matière, toute fuite entraine des poussières abrasives qui aggravent le phénomène, les circularités sont difficiles à garantir, etc. Ces problèmes ne sont résolus qu'avec des équipements complémentaires tels que cloches supplémentaires ou des clapets d'étanchéité qui entraînent naturellement une plus grande hauteur de construction, donc une chute de la charge plus importante avec, comme conséquence, une abrasion plus prononcée et des frais d’investissement supplémentaire. Il en est de même pour la répartition radiale du produit : le gros cratère qui se forme nécessairement sous la dernière cloche ne peut être que partiellement éliminé par une couronne de choc à géométrie variable.
Le gueulard sans cloche consiste en un ou plusieurs silos qui, après avoir été mis à la pression du haut fourneau, se vidangent progressivement dans le haut fourneau, la chute des matières étant canalisée par une goulotte orientable. Ce système et ses dérivés se généralisent depuis. En effet, quoique plus complexe que les cloches, sa légèreté et sa polyvalence sont incontournables à l'alimentation des hauts fourneaux géants (de plus de 8 000 tonnes par jour), tandis que son étanchéité permet des fonctionnements à haute pression (3 bar) qui améliorent la productivité de la cuve.

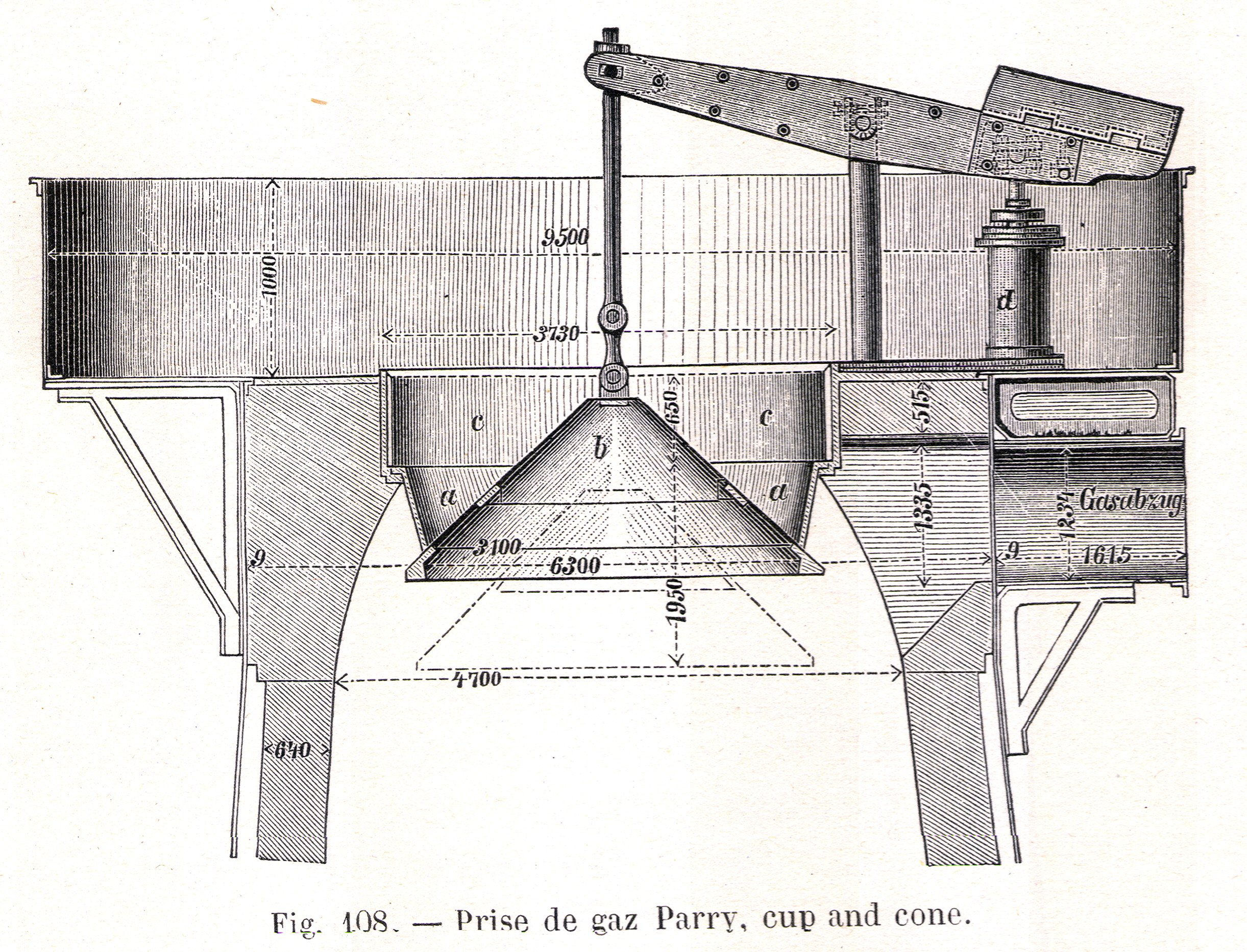
Plan du gueulard à cloche de George Parry, en 1850 (gueulard cup and cone).
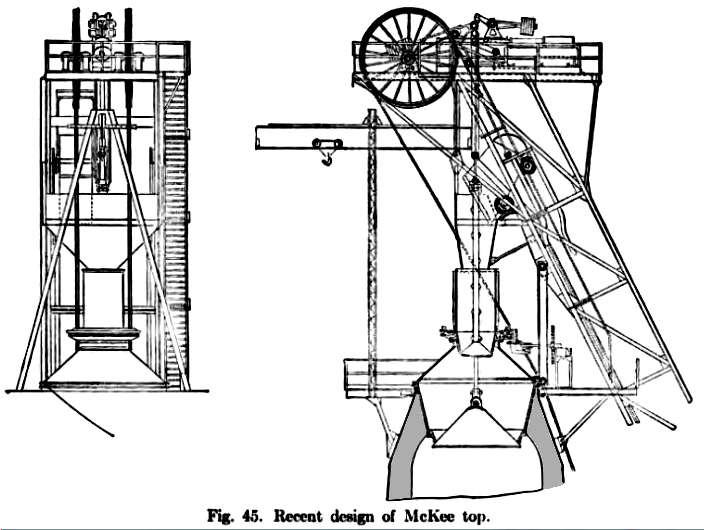
Plan du gueulard à deux cloches de McKee, vers 1910.
Haut fourneau équipé d'un gueulard à deux cloches.
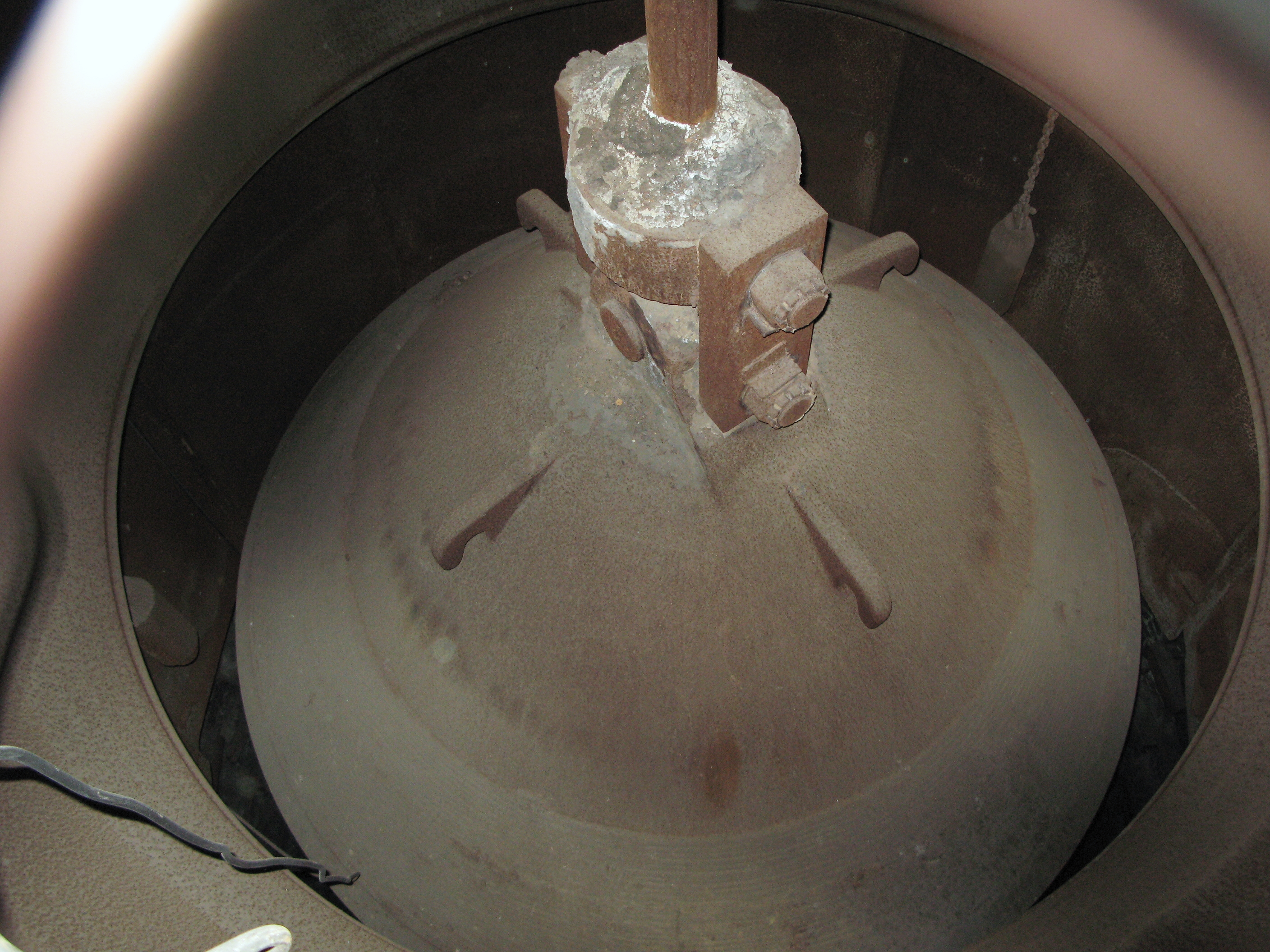
Cloche inférieure du haut fourneau no 5 au Landschaftspark de Duisbourg.
Haut fourneau équipé d'un gueulard fermé, sans cloche (conception moderne, se généralisant depuis 1975).

## Défis techniques
Le gaz de haut fourneau a un pouvoir calorifique faible (3 000 kJ/Nm3 pour un haut fourneau moderne) mais représente une fraction significative (≈30 %) du bilan thermique du haut fourneau. Sa récupération suppose de pouvoir le capter sans perturber le chargement en matière solide.
C'est pendant la Seconde Guerre mondiale qu'apparait le premier haut fourneau fonctionnant avec une haute pression au gueulard (elle peut atteindre 3 bar sur les hauts fourneaux modernes. La pression au gueulard est appelée aussi la « contre-pression » car elle s'oppose à l'injection du vent aux tuyères. Cette technique a été employée la première fois au HF5 de la Republic Steel Corporation à Cleveland, dans l'Ohio. L'inventeur en est Julian M. Avery. Cette augmentation de la pression de fonctionnement décale vers le haut toutes les pressions dans l'appareil. Les réactions chimiques et les échanges thermiques sont plus rapides, ce qui augmente la productivité de l'appareil.